# György Dalos

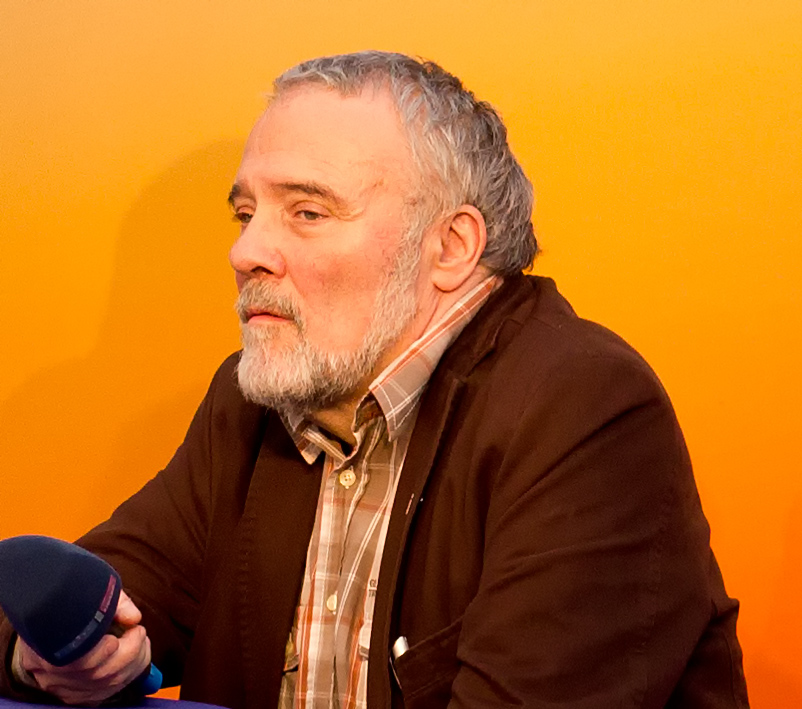
György Dalos auf der Leipziger Buchmesse 2011

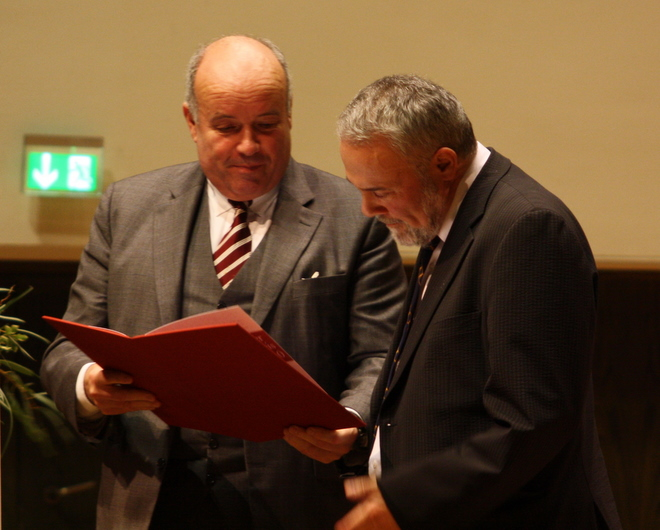
György Dalos (rechts) erhält den Leipziger Buchpreis zur Europäischen Verständigung 2010

György Dalos [ɟørɟ ˈdɒloʃ] (* 23. September 1943 in Budapest) ist ein ungarischer Schriftsteller und Historiker.

## Leben und Wirken
Die Kindheit verbrachte Dalos bei seiner Großmutter, da sein Vater 1945 an den Folgen des Arbeitslagers starb, in das man ihn wegen der jüdischen Herkunft der Familie verbracht hatte. Von 1962 bis 1967 studierte Dalos Geschichte an der Lomonossow-Universität Moskau und arbeitete anschließend als Museologe in Budapest. 1964 erschien sein erster Gedichtband. Wegen „maoistischer Umtriebe“ wurde Dalos 1968 zu einer siebenmonatigen Haftstrafe verurteilt, die zur Bewährung ausgesetzt wurde. Nach Verhängung eines Berufs- und teilweisen Publikationsverbots war Dalos als Übersetzer tätig. 1977 gehörte er zu den Mitbegründern der demokratischen Oppositionsbewegung in Ungarn. 1984 war er Gast des Berliner Künstlerprogramms des DAAD und wurde Mitarbeiter der Forschungsstelle Osteuropa der Universität Bremen. 1988/89 gehörte er zur Redaktion der DDR-Untergrundzeitschrift Ostkreuz. Von 1995 bis 1999 war er Leiter des Hauses Ungarn in Berlin und 1999 Koordinator des Themenschwerpunktes „Ungarn“ der Frankfurter Buchmesse. In seinem Buch Ungarn in der Nußschale (2004) warnte Dalos sein Heimatland davor, soziale Fragen autoritär zu beantworten. Ab 1987 lebte er zeitweise als freier Publizist und Schriftsteller in Wien und war Mitarbeiter bei deutschen Rundfunksendern und Tageszeitungen. Dalos war bis Ende 2011 Mitherausgeber der deutschen Wochenzeitung Freitag.
Dalos ist Mitglied der Sächsischen Akademie der Künste und seit 2014 Sekretär der Klasse Literatur und Sprachpflege der Sächsischen Akademie der Künste. Er lebt in Berlin.
Seine Bücher erschienen übersetzt in England, Frankreich, Dänemark, Schweden, Japan, Türkei, Portugal, Russland, Australien, Israel, den USA und den Niederlanden.

## Werke (Auswahl)
- Meine Lage in der Lage. Roman. Berlin 1979.
- Neunzehnhundertfünfundachtzig. Ein historischer Bericht (Hongkong 2036). Deutsche Bearbeitung von Reinhard Weißhuhn, Rotbuch, Berlin 1982.
- Mein Großvater und die Weltgeschichte. Eine Dokumontage. Berlin 1984.
- Archipel Gulasch. Die Entstehung der demokratischen Opposition in Ungarn. Essay. Bremen 1986.
- Die Beschneidung. Eine Geschichte, Insel Verlag, Frankfurt am Main 1990.
- Proletarier aller Länder, entschuldigt mich! Ende des Ostblockwitzes. Bremen 1993.
- Der Versteckspieler. Roman. Frankfurt/M. 1994.
- Der Rock meiner Großmutter. Frühe Prosa. Frankfurt/M. 1996.
- Gast aus der Zukunft. Anna Achmatowa und Sir Isaiah Berlin. Eine Liebesgeschichte. Frankfurt/M. 1996.
- Olga – Pasternaks letzte Liebe. Fast ein Roman. Hamburg 1999.
- Der Gottsucher. Eine Geschichte. Frankfurt/M. 1999
- Die Reise nach Sachalin. Auf den Spuren von Anton Tschechow. Hamburg 2001.
- Seilschaften. Roman. Köln 2003.
- Ungarn in der Nußschale. Geschichte meines Landes. München 2004.
- 1956. Der Aufstand in Ungarn. München 2006.
- Die Balaton-Brigade. Erzählung. Hamburg 2006.
- Jugendstil. Roman. Berlin 2007.
- Der Vorhang geht auf. Das Ende der Diktaturen in Osteuropa. Verlag C. H. Beck, München 2009.
- Gorbatschow. Mensch und Macht. Verlag C. H. Beck, München 2011.
- Lebt wohl, Genossen! Verlag C. H. Beck, München 2011.
- Der Fall des Ökonomen. Roman. Rotbuch, Berlin 2012. ISBN               978-3-867-89153-0.
- Geschichte der Russlanddeutschen. Von Katharina der Großen bis zur Gegenwart. Übers. v. Elsbeth Zylla. C.H. Beck, München 2014. ISBN 978-3-406-67017-6.
- Der letzte Zar – Der Untergang des Hauses Romanow. Verlag C. H. Beck, München 2017. ISBN 978-3-406-71367-5.
- Für, gegen und ohne Kommunismus. Erinnerungen. Verlag C. H. Beck, München 2019. ISBN 978-3-406-74103-6.
- Das System Orbán: Die autoritäre Verwandlung Ungarns, bearbeitet von Elsbeth Zylla. Verlag C. H. Beck, München 2022, ISBN 978-3-406-78209-1.

Artikel
- Zum Ende der Diktaturen in Osteuropa: Ein Blick auf Ungarn und die DDR. In: Caroline Y. Robertson-von Trotha (Hrsg.): Herausforderung Demokratie. Demokratisch, parlamentarisch, gut? (= Kulturwissenschaft interdisziplinär/Interdisciplinary Studies on Culture and Society, Bd. 6). Baden-Baden 2011.

## Neunzehnhundertfünfundachtzig
Der Roman Neunzehnhundertfünfundachtzig ist eine Fortsetzung des Romans 1984 von George Orwell aus dem Jahre 1982.

### Inhalt
Zu Beginn des Jahres 1985 stirbt der Große Bruder, gleichzeitig wird die ozeanische Luftwaffe bei den kanarischen Inseln vom eurasischen Militär völlig zerstört, die ehemals amerikanischen Territorien werden alsbald von Ostasien besetzt. Dies schwächt das Regime Ozeaniens und es folgen einige schicksalshafte Wendungen in der Geschichte des ehemaligen Superstaates.
Es entbrennt kurz nach dem Jahreswechsel ein Machtkampf zwischen London und dem durch Gebietsverluste geschwächten Ozeanien. Auf der einen Seite steht die Große Schwester, die Witwe des Diktators, auf der anderen Seite stehen die Hauptpersonen aus dem Roman 1984: Winston Smith, Julia Miller, James O’Brien sowie weitere bekannte Charaktere des Original-Romans wie Parsons, Syme und Ampleforth. Nach dem Selbstmord der Großen Schwester scheinen die Protagonisten der anderen Seite zu triumphieren, bis eine neue Revolution bei den Proletariern ausbricht. Gleichzeitig tritt Ozeanien in Friedens- bzw. Kapitulationsverhandlungen mit Eurasien ein. Eurasien besetzt Ozeanien, schlägt den Aufstand von 1985 nieder (vergleichbar mit der Niederschlagung des Prager Frühlings bzw. des Ungarnaufstandes) und installiert eine Marionettenregierung in Ozeanien.

### Form
Der Form nach handelt es sich um eine Sammlung von Dokumenten wie persönlichen Aufzeichnungen von Smith, Miller und O’Brien, ergänzt durch offizielle ozeanische Verlautbarungen aus dem Jahre 1985. Ein namenloser eurasischer Historiker sammelt diese 50 Jahre später und ergänzt sie durch Fußnoten, wodurch man auch dessen Schicksal und seine Flucht nach Hong Kong erahnen kann.
Es handelt sich bei Neunzehnhundertfünfundachtzig zwar ebenso um ein dystopisches Schriftstück, aber anders als der Originalroman ist dieses satirisch gestaltet.

### Neue Elemente im Vergleich zu1984
Wie bei George Orwell fließen historische Begebenheiten ein.
Geschichte Ozeaniens: So wird von einem frühlingshaften Tauwetter gesprochen (vgl. Prager Frühling), die Frau des Großen Bruders wird wie andere Diktatorengattinnen (z. B. Jiang Qing) zur Projektionsfläche für sämtliche Schandtaten des Regimes, und der Aufstand vom Oktober 1985 und dessen Ende weist Parallelen zum ungarischen Volksaufstand von 1956 auf. So wie der real existierende Sozialismus zum Vorteil seiner Eliten mit dem Klassenfeind handelte, ließen die drei Superstaaten das vorrevolutionäre kapitalistische Wirtschaftssystem in Hong Kong und in Brazzaville unangetastet, so dass von da Luxusgüter für die Parteieliten bezogen werden konnten.
Handelnde Personen: Dalos baut die Welt des Originalromans weiter aus, Julia Millers und James O’Briens vollständige Namen, und man erfährt etwas mehr über ihre Biografie. Julia ist nicht mehr die politisch uninteressierte und opportunistische Mitläuferin, sondern wird zu einer politischen Aktivistin. Winston Smiths Frau tritt real auf. An der Spitze der Revolution von 1985 steht als treibende Kraft der neu eingeführte Charakter Mohammed, ein ozeanischer Staatsbürger der Proletarierschicht pakistanischer Abstammung. Auffällig ist auch das kurzzeitige Auftauchen eines Parteimitglieds namens „Genosse Ogilvy“ im Café „Kastanienbaum“, den es im Originalroman nur in der Propaganda gegeben hat.

## Preise und Ehrungen
- 1995: Adelbert-von-Chamisso-Preis
- 1999: Gryphius-Sonderpreis
- 2000: Goldenes Plakett, die persönliche Anerkennung des Präsidenten der Republik Ungarn
- 2010: Leipziger Buchpreis zur Europäischen Verständigung
- 2015: Bundesverdienstkreuz 1. Klasse[2]
- 2023: Heinrich-Mann-Preis[3]